# 杂早熟禾
杂早熟禾（学名：Poa hybrida），为禾本科早熟禾属下的一个植物种。